# جک دنیس
جک دنیس (به انگلیسی: Jack Dennis) یک دانشمند رایانه و استاد بازنشستهٔ علوم کامپیوتر ام‌آی‌تی می‌باشد.
دنیس از مؤسسه فناوری ماساچوست فارغ‌التحصیل شده است و مدارک کارشناسی، کارشناسی ارشد و دکترا از این مؤسسه دارد. پایان‌نامهٔ وی رابطهٔ بین برنامه‌های مسائل ریاضی و شبکهٔ الکتریکی را بحث می‌کرد. بعد از دریافت دکترا، دنیس عضو دپارتمان برق و هیئت علمی علوم رایانهٔ شد و در سال ۱۹۶۹ به استاد کامل ارتقا یافت.
کار دنیس بر روی سیستم‌ها و زبان‌های کامپیوتری نقش کلیدی در فرهنگ هکری ایفا کرده است و به عنوان عضو هیئت علمی، دسترسی آسانتر به امکانات کامپیوتری ام‌آی‌تی را در دوران اولیهٔ توسعهٔ این خرده‌فرهنگ ضمانت کرد. وی عضو باشگاه تک مادل ریل تاریخی بود که بسیاری از اصطلاحات اولیه و سنت‌های هک را در آنجا اختراع کرد.
دنیس یکی از بانیان پروژهٔ مولتیکس است. مهمترین کار وی در این پروژه، ایجاد مفهوم حافظهٔ تک-سطح بود. مولتیکس به عنوان یک پروژهٔ تجاری چندان موفق نبود اما از بسیاری سیستم‌های عامل را تحت تأثیر قرار داد، تا آنجایی که کن تامسون از آن برای یونیکس
الهام گرفت. به خاطر کار وی در مولتیکس، دنیس به عنوان یک پیرو در مؤسسه مهندسان برق و الکترونیک انتخاب شد.
تحقیقات دنیس در ام‌آی‌تی بر روی تئوری کامپیوتر و سیستم‌های کامپیوتری و به طور خاص موارد زیر متمرکز بود:
- مدل‌های تئوری برای رایانش.
- ساختارهای رایانش.
- ساختار سیستم‌های کامپیوتری.
- تئوری معنایی برای سیستم‌های کامپیوتری.
- معانی رایانش موازی.
- معماری سیستم کامپیوتری.

وی از زمان بازنشستگی‌اش از ام‌آی‌تی در ۱۹۸۷ به عنوان یک مشاور خصوصی کار کرده و بر روی پروژه‌های مربوط به سخت‌افزار و نرم‌افزار رایانش موازی تحقیق می‌کند. دنیس همچنین با مرکز تحقیقات علوم پیشرفتهٔ ناسا، گروه معماری کارل‌شتت الکترونیک (یوتبری، سوئد)، شرکت ایکورن نتوورکس کار کرده است.
دنیس بخش بزرگی از کارش را به رایانش، معماری و زبان‌های غیر فون نویمان، جایی که برنامه‌ها به مرکز برنامه وابسته نیست، اختصاص داده است. او به همراه دانشجویانش، از مفهوم «تک-وظیفه‌ای» و گردش‌داده ایجاد کردند که در آنها دستورالعمل‌ها به محض آنکه داده‌ها آماده می‌شوند، اجرا می‌شوند (این مدل خاص «ایستا» نامیده می‌شود و در نقطهٔ مقابل مدل «پویا» آرویند میتال قرار دارد).

## جوایز و افتخارات
- پیرو انجمن ماشین‌های حسابگر (ای‌سی‌ام)
- پیرو مؤسسه مهندسان برق و الکترونیک (آی‌تریپل‌ای)
- جایزهٔ اکرت-مکلی، ۱۹۸۴[۲]
- عضویت در آکادمی ملی مهندسی (ان‌ای‌ای)، ۲۰۰۹[۶]
- حضور در تالار مشاهیر ای‌سی‌ام، ۲۰۱۲[۷]
- مدال جان فون نویمان، ۲۰۱۳[۸]